# Deutschlandreise
Deutschlandreise ist ein Brettspiel, das als Lernspiel für Kinder und Jugendliche konzipiert wurde.

## Spiel
Das Spiel für zwei bis sechs Spieler von Johann Wilhelm Stündt erschien 1934 beim Otto Maier Verlag Ravensburg, heute Ravensburger. Es richtet sich an Spieler ab 8 Jahren.
Die Ausgabe von 1934 beinhaltet das Gebiet des Deutschen Reichs in den Grenzen vor 1914, wobei die infolge des Friedensvertrag von Versailles 1919 abgetretenen Gebiete andersfarbig gestaltet sind.
Die Ausgabe von 1938 beinhaltet das Gebiet des Deutschen Reichs nach dem Anschluss Österreichs.
Die Ausgabe von 1962 zeigt als Spielfeld das Gebiet der damaligen Bundesrepublik Deutschland sowie der Deutschen Demokratischen Republik und am Rand des Spielbretts ein kleines Gebiet über die Oder-Neiße-Grenze hinaus. Neuere Ausgaben mit veränderter Deutschlandkarte erschienen nach Ratifizierung des Warschauer Vertrages 1974 und 1977.
Die aktuelle Ausgabe der Deutschlandreise hat einen doppelseitigen Spielplan. Auf der einen Seite ist Deutschland in einer topographischen Darstellung mit Abbildungen verschiedener Sehenswürdigkeiten dargestellt, auf der Rückseite die politische Unterteilung in Bundesländer. Beide Seiten unterscheiden sich jedoch nicht in den Städten oder möglichen Wegen.

## Spielablauf
Spielziel ist es eine bestimmte Zahl von gezogenen Städten zu bereisen und am schnellsten wieder zurück zu seinem Ausgangspunkt zu kommen. Dies geschieht durch würfeln und ziehen. Durch Ablegen der Karte wird der Besuch einer Stadt dokumentiert. Informationen zu den bereisten Städten auf den Karten fördern geographische und kulturelle Kenntnisse.
Seit 1995 haben alle Spieler einen gemeinsamen Heimatort, der durch Ziehen einer Städtekarte ermittelt und mit der Fahne markiert wird. Jeder Spieler erhält 8 Städtekarten, die er abarbeiten muss. Würfelt man die leere Würfelseite (nur die Augenzahlen 1 bis 5 sind vergeben), zieht man eine Aktionskarte vom Stapel.

### Ausgabe von 1934
Diese Ausgabe enthielt:
- 1 Spielplan
- 1 Würfel
- 167 Städtekärtchen
- 6 Steine und 12 Fähnchen in sechs verschiedenen Farben

### Ausgabe von 1938
Diese Ausgabe enthielt:
- 1 Spielplan
- 1 Würfel
- 167 Städtekärtchen
- 6 Steine und 12 Fähnchen in sechs verschiedenen Farben

### Ausgabe von 1962
Diese Ausgabe enthielt:
- 1 Spielplan, der eine Landkarte mit Städten, Straßen etc. Deutschlands darstellt

- 1 Würfel mit sechs Seiten
- 204 Städtekarten in verschiedenen Farben, worauf Informationen zu den einzelnen Städten angegeben sind
- 8 Telegramme als Ereigniskarten
- 6 Spielfiguren und 6 Fähnchen, die als Markierung des Heimatortes eingesteckt werden

Deutschland-Reise in der Ausgabe von 1977

### Ausgabe von 1977
Diese Ausgabe enthielt:
- 1 doppelseitigen Spielplan (einmal Deutschland topographisch und einmal als Plan mit Bildsymbolen für die 69 Sehenswürdigkeiten, s. u.)
- 1 Würfel mit sechs Seiten
- 100 Städtekarten (32 grün im Norden, 36 rot in der Mitte und 32 orange im Süden, teilweise liegen die Städte auch in den Nachbarländern)
- 69 Hinweiskarten auf Sehenswürdigkeiten (bei Besuch der entsprechenden Stadt musste die Anweisung ausgeführt werden, dies reichte vom Aussetzen – beispielsweise für das Betrachten des Stendaler Doms – bis zum nochmaligen Würfeln – beispielsweise nach dem Besuch des Brotmuseums in Ulm)
- 6 Spielfiguren mit gleichfarbigen Fähnchen für den Heimatort
- 6 Flugpläne (ein Flug kostete einen Würfelpunkt, man konnte aber nur einmal pro Zug fliegen)
- 11 Glückskarten (optional, ein Spieler bekam bei seiner dritten „1“ eine solche Karte, es stand dabei frei zu entscheiden, wann die Karte eingesetzt werden sollte).

### Ausgabe von 1995
Diese Ausgabe enthielt:
- 1 doppelseitigen Spielplan
- 1 Würfel mit den Werten 1 bis 5 sowie einer leeren Seite
- 204 Städtekarten in vier verschiedenen Farben mit Bildern und Informationen zu den einzelnen Städten
- 52 Aktionskarten für vier unterschiedliche Aktionen
- 1 Zielfahne zur Markierung des gemeinsamen Heimatortes

Deutschland-Reise in der Ausgabe von 2008

- 6 Spielfiguren

### Ausgabe von 2008
Diese Ausgabe enthielt:
- 1 doppelseitigen Spielplan
- 1 Würfel mit den Werten 1 bis 5 sowie einer leeren Seite
- 204 Städtekarten in vier verschiedenen Farben mit Bildern und Informationen zu den einzelnen Städten
- 16 Aktionskarten mit Informationen zu den 16 Bundesländern
- 1 Zielfahne zur Markierung des gemeinsamen Heimatortes
- 6 Spielfiguren

## Adaptionen
- 1968 knüpfte der Autor Zeiss an den Erfolg der Deutschlandreise an. Der Verlag brachte die „Weltreise“ auf den Markt. Bei diesem Spiel wurden 2003 die Grafik und das Material noch einmal überarbeitet.[3] Es läuft nach dem gleichen Prinzip ab wie der Vorgänger, nur sind nun Länder und Städte der ganzen Welt das Ziel.[4]
- 1980 brachte der Ravensburger Spieleverlag das nach ähnlichem Prinzip ablaufende Spiel Europareise heraus. Ein Autor wurde nicht genannt.[5][6][7]
- 1984 brachte der Ravensburger Spieleverlag das nach ähnlichem Prinzip ablaufende Spiel Österreichreise heraus, bei dem neben Straßen auch Zugverbindungen der ÖBB genutzt werden konnten.
- Vor der deutschen Wiedervereinigung im Jahr 1989 entstand das Brettspiel DDR-Reise beim Fürther Spieleverlag Klee.